# Moments (canción de One Direction)
«Moments» —en español: «Momentos»— es una canción interpretada por la boy band británico-irlandesa One Direction, incluida en la edición de lujo de su primer álbum de estudio Up All Night, de 2011. El cantautor Ed Sheeran la compuso en ayuda de Si Hulbert, quien también la produjo.
Comercialmente, no tuvo una buena recepción, ya que solo ingresó en la Canadian Hot 100, donde se ubicó en la posición número ochenta y siete. Ha sido interpretada por el quinteto en sus giras Up All Night Tour, Take Me Home Tour y Where We Are Tour.

## Antecedentes y composición

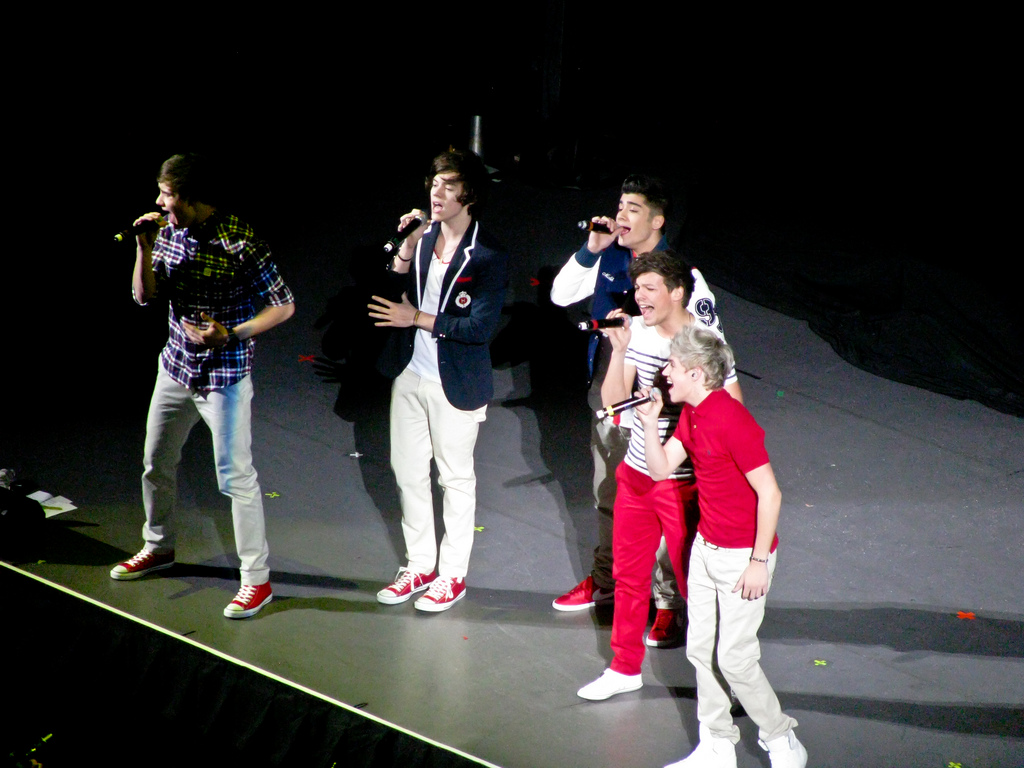
One Direction cantando «Moments».

En una entrevista con NEWS, su compositor principal, Ed Sheeran, explicó que había escrito la canción hace mucho tiempo. Luego, conoció a Harry Styles un día que visitó a un guitarrista amigo suyo, y allí le enseñó un CD con cuarenta canciones que ya tenía grabadas debido a que One Direction no tenía pistas suficientes que incluir en Up All Night, y dijo que sería agradable tener un tema como «Moments» en un disco multiplatino. Tras finalmente incluirla en la edición de lujo del álbum debut del quinteto, Louis Tomlinson se refirió a ella como su canción favorita de este. Niall Horan también añadió que la participación de Sheeran en el disco «fue un honor».
Musicalmente, «Moments» es una balada pop de medio tiempo coescrita y producida por Si Hulbert. Presenta influencias de los géneros pop rock y teen pop, también posee una instrumentación sencilla de piano y guitarra. De acuerdo con la partitura publicada por Sony/ATV Music Publishing en el sitio web Musicnotes, la canción tiene un tempo vivace de 150 pulsaciones por minuto y está escrita en la tonalidad de re mayor. El registro vocal de los miembros del grupo se extiende desde la nota re mayor hasta la la mayor. Ed Sheeran reveló que se inspiró en una de sus relaciones para componerla y que su letra habla principalmente sobre «el amor no correspondido».

## Créditos y personal
- Voz: One Direction y Ed Sheeran (este último no es acreditado, pero su voz aparece en las últimas frases).
- Composición: Ed Sheeran y Si Hulbert.
- Producción: Si Hulbert.

Fuente: Hung Medien.